# Olga Knipper
Olga Leonardovna Knipper (russisk: Ольга Леонардовна Книппер, tr. Olga Leonardovna Knipper; født 9. september 1868 i Glasov, død 22. marts 1959 i Moskva) var en russisk skuespiller, gift med Anton Tjekhov.

## Liv
Olga Knipper var blandt de 39 oprindelige medlemmer af Moskva kunstnerteater. Hun var den første, der  spillede Arkadina i Mågen (1898), Mascha i Tre søstre (1901) og Ranevskaja i Kirsebærhaven (1904). Fra 1901 til 1904 var hun gift med Anton Tjekhov, der var forfatter til disse stykker. Knipper spillede Ranevskaja en gang til i 1943, i den 300. opførelse af Kirsebærhaven.